# (136472) Makemake
(136472) Makemake (IPA: [ˈmakeˈmake] anhörenⓘ; frühere, provisorische Bezeichnung 2005 FY9) ist ein Zwergplanet der Unterklasse der Plutoiden und zählt zu den größten bisher bekannten Objekten im Kuipergürtel. Er ist nach Makemake, der Schöpfergottheit in der Mythologie der Osterinsel benannt.

## Entdeckung
Der Himmelskörper wurde am 31. März 2005 von Michael E. Brown (CalTech), Chadwick A. Trujillo (Gemini-Observatorium) und David L. Rabinowitz (Yale-Universität) mit dem Oschin-Schmidt-Teleskop am Mount-Palomar-Observatorium entdeckt. Das Objekt bekam vom Entdeckerteam die inoffizielle Arbeitsbezeichnung „Easterbunny“ (Osterhase).
Die Entdeckung von Makemake wurde am 29. Juli 2005 bekannt gegeben. Am selben Tag wurden auch die großen Transneptune Haumea und Eris der Öffentlichkeit bekannt gemacht. Diese drei Objekte stellen zusammen mit Pluto nach derzeitigem Wissen die vier hellsten bekannten Kuipergürtelobjekte dar. Der mittlere Durchmesser von Makemake beträgt etwa 1477 Kilometer (etwa 62 % des Durchmessers von Pluto). Seine scheinbare Helligkeit liegt bei rund 17 mag, womit er das zweithellste Objekt nach Pluto im Kuipergürtel ist. Am 7. September 2006 erhielt Makemake von der IAU die Asteroidennummer 136472.
Nach seiner Entdeckung ließ sich Makemake auf Fotos bis ins Jahr 1955 zurückgehend finden und so konnte seine Umlaufbahn genauer berechnet werden. Seither wurde der Zwergplanet durch verschiedene Teleskope wie das Hubble-, Herschel- und das Spitzer-Weltraumteleskop sowie erdbasierte Teleskope beobachtet. Im Mai 2018 lagen 1592 Beobachtungen über einen Zeitraum von 64 Jahren vor.

## Name
Im Juli 2008 erhielt er den Namen Makemake nach der Schöpfergottheit der Kultur der Osterinsel.
Im Gegensatz zu Pluto haben andere Zwergplaneten und Asteroiden, einschließlich Makemake, kein allgemein verwendetes astronomisches Symbol, obwohl ein Symbol für Makemake von der NASA verwendet wurde: .
Die Internationale Astronomische Union (IAU) rät offiziell von Planetensymbolen ab, und sie spielen in der modernen Astronomie nur noch eine untergeordnete Rolle.

## Eigenschaften

### Umlaufbahn

Die Bahn von Makemake (blau) im Vergleich zu den Bahnen von Pluto (rot), Haumea (grün) und Neptun (grau)

Makemake bewegt sich auf einer elliptischen Umlaufbahn mit einer großen Halbachse von 45,28 AE bei einer Exzentrizität von 0,1654 Grad um die Sonne. Die Sonnenentfernung liegt damit zwischen 38,09 AE und 52,81 AE. Ein Umlauf um die Sonne dauert 306 Jahre.   Seinen sonnennächsten Punkt erreichte Makemake am 24. August 1881.   Die Bahn ist 29,0 Grad gegen die Ekliptik geneigt.
Derzeit ist er etwa 52,7 AE von der Sonne entfernt, nahe seinem Aphel, das er im November 2034 erreichen wird. Wegen des weit außerhalb der Neptunbahn liegenden Perihels zählt er zu den klassischen KBOs (CKBO), da er während der bisherigen Existenzdauer des Sonnensystems keinem großen Planeten zu nahegekommen sein kann. Die (Fast-)11:6-Resonanz mit Neptun ist anscheinend zufällig.

### Größe
Makemake ist erheblich größer als Ceres. Aufgrund seiner durch eine Sternbedeckung (Okkultation) bekannten Größe ist er so gut wie sicher im hydrostatischen Gleichgewicht und nahezu sphärisch (Maclaurin-Ellipsoid) geformt. Er misst an der Längsachse 1502 km und der kürzeren Achse 1430 km. Eine erneute Analyse der Daten ergab 2013 jedoch nur noch Abmessungen von 1435 +48−18 km × 1420 +18−24 km – unter der Annahme, dass ein Pol Makemakes der Erde zugewandt ist. Nach der Entscheidung der Internationalen Astronomischen Union (IAU) vom Juli 2008 wurde er der Kategorie der Zwergplaneten und aufgrund seiner großen Entfernung von der Sonne gleichzeitig der Unterkategorie der Plutoiden zugeordnet.
2013 ergab sich aus der Analyse der thermischen Emission (Wärmeabstrahlung) von Makemake eine Abmessung von 2148 km, welche zu diesem Zeitpunkt noch nicht durch die Okkultationsdaten mit einem festen Albedo kalibriert war. Diese Methode verwendet Infrarot-Beobachtungen (z. B. mit dem Spitzer-Weltraumteleskop oder Herschel-Weltraumteleskop), um die Menge an Wärme zu messen, die Makemake abstrahlt. Aus dieser Wärmemenge kann man, unter Annahme eines bestimmten Albedos (Reflexionsvermögens der Oberfläche), was Unsicherheiten verursacht, auf die Größe des Objekts schließen.
| Jahr                                         | Abmessungen km                        | Quelle           |
| -------------------------------------------- | ------------------------------------- | ---------------- |
| 2007                                         | 1500 +400−200                         | Stansberry u. a. |
| 2010                                         | 1500                                  | Tancredi         |
| 2010                                         | 1420 ± 60                             | Lim u. a.        |
| 2012                                         | 1465,6 ± 20 (1502 ± 45 × 1430 ± 9)    | Ortiz u. a.      |
| 2013                                         | 1430 ± 14 (1434 +48−18 × 1420 +18−24) | Brown            |
| 2013                                         | 2148                                  | Mommert u. a.    |
| 2018                                         | 1426                                  | Brown            |
| Die präziseste Bestimmung ist fett markiert. |                                       |                  |

### Oberfläche
Ähnlich wie bei Pluto erscheint Makemakes Oberfläche im sichtbaren Spektrum rot, signifikant röter als die Oberfläche von Eris. Das Nahinfrarotspektrum ist durch das Vorhandensein der breiten Methaneis-Absorptionsbanden gekennzeichnet. Methan wird auch auf Pluto und Eris beobachtet, seine spektrale Signatur ist dort jedoch viel schwächer. Vermutlich gibt es auch Stickstoff-, Kohlenmonoxid- und/oder Argoneis auf der Oberfläche. Im Gegensatz zu früheren Untersuchungen, die durch den extrem dunklen Mond verfälscht waren, scheint die Oberfläche Makemakes doch homogen zu sein.

### Atmosphäre
Anlässlich einer Okkultation am 23. April 2011 wurde durch die schlagartige Verfinsterung des bedeckten Sterns 18. Magnitude offenbar, dass Makemake zurzeit keine nennenswerte Atmosphäre besitzt. Ortiz und Kollegen zufolge kann der Druck an der Oberfläche nicht mehr als 4–12 Nanobar betragen. Da er derzeit seinen größten Sonnenabstand hat, wird vermutet, dass die bei größerer Sonnennähe vorhandene Atmosphäre jetzt als Stickstoff- und Methan-Schnee ausgefroren ist. Das würde auch die hohe Albedo Makemakes erklären.

## Mond
Am 26. April 2016 wurde die Entdeckung eines Mondes um Makemake bekannt gegeben. Die Entdeckung beruht auf Aufnahmen der Hubble-Weltraumteleskop Wide Field Camera 3, die schon im April 2015 durchgeführt wurden. Der Mond erhielt die provisorische Bezeichnung S/2015 (136472) 1 und den Spitznamen MK 2. Er umkreist den Zwergplaneten in einer Höhe von mindestens 21.000 Kilometern und besitzt einen Durchmesser von ungefähr 175 bis 250 Kilometern. Ersten Untersuchungen zufolge ist der Mond im Gegensatz zu Makemake kohlschwarz mit einer Albedo von etwa 0,01.
Die Tatsache, dass die Bahnebene derzeit zur Erde hin ausgerichtet ist, stellt die bisherige Annahme infrage, Makemake wende uns einen seiner Pole zu. Die Gezeitenkräfte des schnell rotierenden Zwergplaneten sollten den Mond auf eine Bahn zwingen, die gegenüber der Äquatorebene Makemakes wenig geneigt ist.
Das Makemake-System in der Übersicht:
| Komponenten                    | Physikalische Parameter | Physikalische Parameter | Physikalische Parameter | Bahnparameter        | Bahnparameter  | Bahnparameter | Bahnparameter                    | Datum                         |
| Name                           | Durch- messer (km)      | Relativ- größe %        | Masse (kg)              | Große Halbachse (km) | Umlaufzeit (d) | Exzentrizität | Inklination zu Makemakes Äquator | Entdeckung Veröffentlichung   |
| ------------------------------ | ----------------------- | ----------------------- | ----------------------- | -------------------- | -------------- | ------------- | -------------------------------- | ----------------------------- |
| (120347) Makemake              | 1430                    | 100                     | 3,10 · 1021             | –                    | –              | –             | –                                | 31. März 2005 29. Juli 2005   |
| S/2015 (136472) 1 (Makemake I) | 175                     | 12,2                    | ?                       | 21100                | 12,4           | ?             | ?°                               | 27. April 2015 26. April 2016 |

## Trivia
Die österreichische Band The Makemakes leitete ihren Namen von dem des Zwergplaneten ab.